# Jonas Boesiger
Jonas Boesiger (ur. 5 kwietnia 1995 w Engelbergu) – szwajcarski snowboardzista specjalizujący się w konkurencjach freestyle. W 2015 roku wystąpił na mistrzostwach świata w Kreischbergu, zajmując piąte miejsce w slopestyle'u i szesnaste w Big Air. Najlepsze wyniki w Pucharze Świata osiągnął w sezonie 2017/2018, kiedy to zajął 9. miejsce w klasyfikacji generalnej AFU, a w klasyfikacji big air zajął ex aequo z Tylerem Nicholsonem trzecie miejsce. Trzeci w klasyfikacji big air był też w sezonie 2014/2015. W 2018 roku wystartował na igrzyskach olimpijskich w Pjongczangu, zajmując 21. miejsce w slopestyle'u i ósme w Big Air.

## Osiągnięcia

### Igrzyska olimpijskie
| Miejsce | Dzień     | Rok  | Miejscowość | Konkurencja | Zwycięzca         |
| ------- | --------- | ---- | ----------- | ----------- | ----------------- |
| 21.     | 11 lutego | 2018 | Pjongczang  | Slopestyle  | Redmond Gerard    |
| 8.      | 24 lutego | 2018 | Pjongczang  | Big air     | Sebastien Toutant |

### Mistrzostwa świata
| Miejsce | Dzień       | Rok  | Miejscowość   | Konkurencja | Zwycięzca        |
| ------- | ----------- | ---- | ------------- | ----------- | ---------------- |
| 5.      | 21 stycznia | 2015 | Kreischberg   | Slopestyle  | Ryan Stassel     |
| 16.     | 24 stycznia | 2015 | Kreischberg   | Big Air     | Roope Tonteri    |
| 24.     | 11 marca    | 2017 | Sierra Nevada | Slopestyle  | Seppe Smits      |
| 8.      | 17 marca    | 2017 | Sierra Nevada | Big air     | Ståle Sandbech   |
| 22.     | 9 lutego    | 2019 | Park City     | Slopestyle  | Chris Corning    |
| 50.     | 12 marca    | 2021 | Aspen         | Slopestyle  | Marcus Kleveland |
| 52.     | 16 marca    | 2021 | Aspen         | Big air     | Mark McMorris    |

### Puchar Świata

#### Miejsca w klasyfikacji generalnej
- - AFU[2]
- sezon 2012/2013: 155.
- sezon 2013/2014: 134.
- sezon 2014/2015: 10.
- sezon 2015/2016: 23.
- sezon 2016/2017: 18.
- sezon 2017/2018: 9.
- sezon 2018/2019: 39.
- sezon 2019/2020: 21.
- sezon 2020/2021: 30.

#### Miejsca na podium
1. Stambuł – 20 grudnia 2014 (Big Air) - 2. miejsce
2. Mönchengladbach – 3 grudnia 2016 (Big Air) - 2. miejsce
3. Québec – 24 marca 2018 (Big Air) - 2. miejsce
4. Québec – 16 marca 2019 (Big Air) - 3. miejsce
5. Chur – 23 października 2021 (Big Air) - 1. miejsce